# 森なな子
森 なな子（もり ななこ、1988年2月13日 - ）は、日本の声優。元宝塚歌劇団雪組の男役。福岡県福岡市出身。所属事務所はマウスプロモーション。
宝塚歌劇団時代の芸名は冴輝 ちはや（さえき ちはや）。

## 来歴
宝塚歌劇を嗜好する母とともに物心がつく以前から観劇して憧れ、漫画を描いたり音読して遊びつつ声優をもうひとつの夢としていた。
市立城香中学校出身。
2003年、宝塚音楽学校入学。
2005年、宝塚歌劇団に91期生として入団。入団時の成績は14番。花組公演「マラケシュ・紅の墓標／エンター・ザ・レビュー」で冴輝ちはやとして初舞台。その後、雪組に配属。
2009年10月18日、水夏希・愛原実花トップコンビ大劇場お披露目となる「ロシアン・ブルー／RIO DE BRAVO!!」東京公演千秋楽をもって、宝塚歌劇団を退団。
退団後は会社員として2年間働き、上司の勧めで応募した2012年度ミス・ユニバース・ジャパンで、ファイナリストに選出される。
2013年より本格的に声優活動を開始し、2015年よりマウスプロモーション所属となる。
2019年の誕生日に一般男性と結婚したことを報告。
2025年5月23日、第一子を出産したことを報告。

## 人物
方言は博多弁。
趣味・特技はヨガ・ホットヨガ、クラシックバレエ、ジャズダンス、カラオケ、映画鑑賞、舞台鑑賞。

## 宝塚歌劇団時代の主な舞台

### 初舞台
- 2005年3 - 5月、花組『マラケシュ・紅の墓標』『エンター・ザ・レビュー』（宝塚大劇場のみ）

### 雪組時代
- 2005年6 - 10月、『霧のミラノ』『ワンダーランド』
- 2005年11 - 12月、『DAYTIME HUSTLER』（バウホール・日本青年館）
- 2006年2 - 5月、『ベルサイユのばら-オスカル編-』 - 新人公演：衛兵隊士（本役：紫友みれい）
- 2006年7月、『Young Bloods!!-魔夏の吹雪-』（バウホール） - 看守
- 2006年9 - 12月、『堕天使の涙』 - 新人公演：サリエル（本役：凰稀かなめ）『タランテラ!』
- 2007年2 - 3月、『ノン ノン シュガー!!』（バウホール） - ミッキー
- 2007年5 - 8月、『エリザベート』 - ルドルフ（少年）、新人公演：ジュラ（本役：蓮城まこと）[2]
- 2007年10月、『シルバー・ローズ・クロニクル』（ドラマシティ・日本青年館） - エイブラハム
- 2008年1 - 3月、『君を愛してる-Je t'aime-』『ミロワール』
- 2008年5 - 6月、『凍てついた明日』（バウホール） - ジョーンズ[注釈 1]
- 2008年8 - 11月、『ソロモンの指輪』『マリポーサの花』 - 新人公演：イヴァン（本役：沙央くらま）
- 2008年12 - 2009年1月、『カラマーゾフの兄弟』（ドラマシティ・赤坂ACTシアター） - ラキーチン
- 2009年3 - 5月、『風の錦絵』『ZORRO 仮面のメサイア』 - 新人公演：ゴメス伍長（本役：大凪真生）
- 2009年7 - 10月、『ロシアン・ブルー』 - フョードル・スタチンスキー、新人公演：バーベル・ムイシュキン（本役：大凪真生）『RIO DE BRAVO!!（リオ デ ブラボー）』 退団公演

## 宝塚歌劇団退団後の主な活動

### テレビアニメ
2013年
- 神さまのいない日曜日（悪疫〈ポックス〉）

2014年
- シドニアの騎士（2014年 - 2015年、山野栄子、管制官） - 2シリーズ
- クロスアンジュ 天使と竜の輪舞（2014年 - 2015年、ヒカル、イルマ、ナーガ）

2015年
- アイカツ!（スタッフ、秘書）
- ジョジョの奇妙な冒険 シリーズ（2015年 - 2022年、花京院の母、アナウンス、少年、カリアゲ） - 3シリーズ
- 六花の勇者（女神官）
- ヘヴィーオブジェクト（副官）
- 機動戦士ガンダム 鉄血のオルフェンズ（2015年 - 2016年、タービンズ整備士、女性客、宇宙港管理官） - 2シリーズ
- スタミュ（キャスター）

2016年
- アイカツスターズ!（川田）
- マギ シンドバッドの冒険（女兵士A、女官A、女官B）
- アルスラーン戦記 風塵乱舞（商人）
- テイルズ オブ ゼスティリア ザ クロス
- 食戟のソーマ シリーズ（2016年 - 2019年、スタッフ③、先生） - 2シリーズ
- Occultic;Nine -オカルティック・ナイン-（応答メッセージ）
- タイムボカン24（女性アナ）

2017年
- 亜人ちゃんは語りたい（京子の母）
- キラキラ☆プリキュアアラモード（2017年 - 2018年、剣城あきら / キュアショコラ）
- CHAOS;CHILD（拓留の母）
- サクラクエスト（アンジェリカ）
- ID-0（クルーの声、クルー）
- Re:CREATORS（母親）
- バチカン奇跡調査官（ダニーの母）
- このはな綺譚（咲耶姫）
- 私立ベルばら学園 ～ベルサイユのばらRe*imagination～(真輝望　イメージキャラクターオスカル・フランソワ・ド・ジャルジェ)

2018年
- 剣王朝（容宮女）
- 覇穹 封神演義（金光聖母）
- メガロボクス（2018年 - 2021年、白都ゆき子） - 2シリーズ
- 実験品家族 -クリーチャーズ・ファミリー・デイズ-（アイスリ）
- ハイスクールD×D HERO（アナウンス、コリアナ・アンドレアルフス）
- ガンダムビルドダイバーズ（エミリア）
- 重神機パンドーラ（SP）
- 天狼 Sirius the Jaeger（ドロテア）
- 殺戮の天使（レイチェルの母、少年）
- アイカツフレンズ!（2018年 - 2019年、能登かがみ） - 2シリーズ
- 七星のスバル（マルキオン）
- DOUBLE DECKER! ダグ&キリル（アナウンサーB、アナウンサー）
- となりの吸血鬼さん（作家）
- やがて君になる（児玉都）
- HUGっと!プリキュア（剣城あきら / キュアショコラ）
- レイトン ミステリー探偵社 〜カトリーのナゾトキファイル〜（キャリー）

2019年
- ガーリー・エアフォース（オペレーター）
- 魔法少女特殊戦あすか（楓）
- RobiHachi（お花ちゃんズ）
- ぼくたちは勉強ができない（かなの母）
- フルーツバスケット（秋本）
- 炎炎ノ消防隊（2019年 - 2025年、5thエンジェルス3、第5女性隊員） - 2シリーズ
- あひるの空（2019年 - 2020年、若森さゆり）
- バビロン（女性アナウンサー）

2020年
- A3!（通行人）
- number24（こども伊吹）
- ダーウィンズゲーム（スナイパーの女）
- 異種族レビュアーズ（ラヴネット）
- マギアレコード 魔法少女まどか☆マギカ外伝（2020年 - 2022年、雪野かなえ） - 2シリーズ
- 神之塔 -Tower of God-（アナクの母親）
- ミュークルドリーミー（2020年 - 2021年、ときわママ） - 2シリーズ
- モンスター娘のお医者さん（スライム）
- 天晴爛漫!（小雨母）
- 禍つヴァールハイト -ZUERST-（ギーゼラ）

2021年
- 2.43 清陰高校男子バレー部（柏木三波）
- Re:ゼロから始める異世界生活（タンセ）
- カードファイト!! ヴァンガード overDress（2021年 - 2023年、近導ナツコ） - 4シリーズ
- Fairy蘭丸〜あなたの心お助けします〜（寶〈幼少期〉、白百合）
- BLUE REFLECTION RAY/澪（仁菜の母）
- Vivy -Fluorite Eye's Song-（スタッフ）
- ふしぎ駄菓子屋 銭天堂（須賀菜穂子）
- パズドラ（大学生）
- かげきしょうじょ!!（マキューシオ、星野由紀子、一条明羽、上田真奈美）
- ラブライブ!スーパースター!!（2021年 - 2022年） - 2シリーズ
- SCARLET NEXUS（信者、子供フブキ）
- SELECTION PROJECT（当麻富子）
- 進化の実〜知らないうちに勝ち組人生〜（アドリアーナ夫人）

2022年
- 名探偵コナン（瓜生祥子）
- ルパン三世 PART6（アリアンナ）
- 薔薇王の葬列（森の声B、女性）
- ワッチャプリマジ!（花屋敷翠子）
- 幻想三國誌 -天元霊心記-（小霊・母）
- リアデイルの大地にて（ロクシリウス）
- ハコヅメ〜交番女子の逆襲〜（若い母親）
- その着せ替え人形は恋をする（怨電）
- 魔法使い黎明期（魔法学校の生徒）
- ダンス・ダンス・ダンスール（女児の母）
- ヒロインたるもの!〜嫌われヒロインと内緒のお仕事〜（編集ライター）
- 処刑少女の生きる道（神官）
- ヒーラー・ガール（かなの母）
- 境界戦機（新日本軍兵士）
- 神クズ☆アイドル（まりりか）
- 異世界薬局（レオニ）
- 忍の一時（三ツ橋小南）
- ゴールデンカムイ（電話交換手）
- 新米錬金術師の店舗経営（フィリオーネ）
- クールドジ男子（2022年 - 2023年、犬の飼い主、貴之の母）

2023年
- 冰剣の魔術師が世界を統べる（アビー＝ガーネット）
- Buddy Daddies（海坂美咲）
- ノケモノたちの夜（ソル〈少年期〉）
- アイドルマスター シンデレラガールズ U149（ありす母）
- ワールドダイスター（柊望有）
- 贄姫と獣の王（馬族A）
- Lv1魔王とワンルーム勇者（リム）
- 自動販売機に生まれ変わった俺は迷宮を彷徨う（2023年 - 2025年、シャーリィ） - 2シリーズ
- カミエラビ（2023年 - 2024年、ゴローの母、ラルの母） - 2シリーズ
- おしりたんてい（レオナルド・ス・カンク）
- 絆のアリル（デジタル音声）
- 聖剣学院の魔剣使い（シャルナーク）

2024年
- 勇気爆発バーンブレイバーン（ニーナ・コワルスキー）
- 七つの大罪 黙示録の四騎士（バーギ）
- 異修羅（魔王軍）
- 姫様“拷問”の時間です（スノウ）
- アイドルマスター シャイニーカラーズ（女性キャスター、キャスター）
- 烏は主を選ばない（松韻）
- 俺は全てを【パリイ】する 〜逆勘違いの世界最強は冒険者になりたい〜（イネス）
- グレンダイザーU（ローマ市民B）
- 2.5次元の誘惑（アキト）
- 異世界スーサイド・スクワッド（ノル）
- 義妹生活（佐藤教諭）
- ぷにるはかわいいスライム（コタローの母）
- トリリオンゲーム（司会者）
- 妖怪学校の先生はじめました!（2024年 - 2025年、女子高生、蓮浄ゆり）

2025年
- 外れスキル《木の実マスター》 〜スキルの実（食べたら死ぬ）を無限に食べられるようになった件について〜（虹の衣店主）
- どうせ、恋してしまうんだ。（柏木美妃）
- 俺だけレベルアップな件 Season 2 -Arise from the Shadow-（ウィング）
- GUILTY GEAR STRIVE: DUAL RULERS（母親）
- 謎解きはディナーのあとで（中里真紀）
- ウマ娘 シンデレラグレイ（ブラッキーエール）
- 俺は星間国家の悪徳領主!（女医）

### 劇場アニメ
2015年
- 劇場版 シドニアの騎士（山野栄子）

2017年
- BLAME!（フク）
- ノーゲーム・ノーライフ ゼロ（ラフィール）
- プリキュアシリーズ（2017年 - 2023年、剣城あきら / キュアショコラ） - 6作品

2019年
- ぼくらの7日間戦争（女性客A）

2021年
- シドニアの騎士 あいつむぐほし（知性型ガウナ）
- サイダーのように言葉が湧き上がる（紗江）
- 岬のマヨイガ（智子）

2022年
- 犬王（犬王の母）
- 劇場版 からかい上手の高木さん

2024年
- 機動戦士ガンダムSEED FREEDOM（カガリ・ユラ・アスハ）
- クラメルカガリ（シイナ）
- ウマ娘 プリティーダービー 新時代の扉（2024年）
- きみの色（バレエ講師）

### Webアニメ
2016年
- モンスターストライク（2016年 - 2018年、観客C、上杉謙信） - 3シリーズ

2017年
- マウスどうぶつえん（2017年 - 、マヌルネコのななこ）

2018年
- A.I.C.O. Incarnation（小佐波菜々実）
- ソードガイ The Animation（女性）

2019年
- バトルスピリッツ サーガブレイヴ（2019年 - 2020年、ターナ）

2020年
- マウスどうぶつえん名作劇場（マヌルネコのななこ）
- ゼノンザード THE ANIMATION（蒼汰の母）
- 攻殻機動隊 SAC_2045（大友亜希子）
- 日本沈没2020（三浦七海）
- ガンダムビルドダイバーズRe:RISE（エミリア）
- ホクレンアニメーション「from North Field_ episode2 リョータとポー」（山下茜）

2021年
- 青い羽みつけた!（はやと）

2022年
- コタローは1人暮らし（野崎）
- 風都探偵（チーム・メグたん）

2023年
- GAMERA -Rebirth-（和多藍子）

2024年
- 機動戦士ガンダム 復讐のレクイエム（イリヤ・ソラリ）

### ゲーム
2015年
- 逆転オセロニア（ベルフェゴール）
- 幻獣姫（ハトホル）
- クイズRPG 魔法使いと黒猫のウィズ（2015年 - 2020年、アウラ・アマタ、ケラヴノス・トーナ）
- クロスアンジュ 天使と竜の輪舞tr.（ナーガ）
- Diss World（スレイプニル）
- ウィッチャー3 ワイルドハント（シャニ）

2016年
- 御城プロジェクト:RE（今治城、五稜郭、亀田御役所土塁、吹揚城、美作一ノ瀬城、黒井城）
- ストリートファイターV（サツキ）
- ソードアート・オンライン コード・レジスタ（サニー）
- 幻獣契約クリプトラクト（オペラ、パーン）
- DYNAMIC CHORD feat.apple-polisher（天城遥海）
- Dishonored 2（エミリー・カルドウィン）
- FLOWERS（方喰たまき）

2017年
- 神式一閃 カムライトライブ（ウズナ）
- スーパーロボット大戦V（イルマ、ナーガ）
- BLACK WOLVES SAGA - Weiβ und Schwarz -
- プリキュア つながるぱずるん（剣城あきら / キュアショコラ）
- 白猫プロジェクト（リアーナ）
- League of Legends（ザヤ）

2018年
- 装甲娘（タケチ ヒビキ、スワ シズネ、イジュウイン アリア）
- エアリアルレジェンズ（レディ・リベルテ）
- スーパーロボット大戦X（イルマ、ナーガ）
- マギアレコード 魔法少女まどか☆マギカ外伝（雪野かなえ）
- NARUTO TO BORUTO シノビストライカー（アバターボイス）
- Marvel's SPIDER-MAN（メリー・ジェーン・ワトソン）
- サガ スカーレット グレイス 緋色の野望（オグニアナ）
- ソウルキャリバーVI（タキ）
- Fate/Grand Order（2018年 - 2024年、蘭陵王）
- ORDINAL STRATA -オーディナル ストラータ-（ニコラ）

2019年
- メギド72（2019年 - 2023年、サタナイル）
- ラストクラウディア（セヴィア）
- 私立ベルばら学園 〜ベルサイユのばらRe*imagination〜（真輝望）
- CODE VEIN（ココ）
- グランブルーファンタジー（2019年 - 2024年、クリームヒルト、メイヴ、メイガス）

2020年
- 装甲娘 ミゼレムクライシス（カナロア、ハカイオー、ジル・グレイブ）
- エンゲージソウルズ（ランギク）
- ロストアーク（サーシャ）
- 放置少女〜百花繚乱の萌姫たち〜（李カク、孫堅）
- WAR OF THE VISIONS ファイナルファンタジー ブレイブエクスヴィアス 幻影戦争（エルシレール）
- アークナイツ（ジュナー）
- The Last of Us Part II（アビー）
- サイバーパンク2077(ハナコ・アラサカ）

2021年
- モンスターハンターライズ
- シドニアの騎士 掌位ノ絆（山野栄子）
- プロジェクトセカイ カラフルステージ! feat. 初音ミク（神代類〈幼少期〉）
- セブンナイツ2（ミス・ベルベット）

2022年
- バトルスピリッツ コネクテッドバトラーズ（六呂ケンタ）
- N -INNOCENCE-（ゼウス）
- LOST EPIC（ネーベルの魔女 セシリア）
- ソウルハッカーズ2（フィグ）
- ユアマジェスティ（ティオ）
- ベヨネッタ3（マダム・バタフライ）
- THE KING OF FIGHTERS ALLSTAR（タキ）

2023年
- ファイアーエムブレム エンゲージ（メリン）
- タワーオブスカイ（マクモ）
- 永久少年Side Project -トワイライトなスピカ-（2023年、女性PA）
- 原神（アルレッキーノ）

2024年
- BAR ステラアビス（サマヨイ）
- ユニコーンオーバーロード（ラモーナ）
- Rise of the Ronin（中澤琴）
- ファイアーエムブレム ヒーローズ（メリン、ヴァイダ）
- メタファー：リファンタジオ（ファビアンヌ）
- カルドアンシェル（エルフレン / ジョーゼル / リヴァルマージン）
- スーパーロボット大戦DD（カガリ・ユラ・アスハ）

2025年
- モンスターハンターワイルズ（ジェマ）
- SDガンダム GGENERATION ETERNAL（カガリ・ユラ・アスハ）
- 機動戦士ガンダムSEED BATTLE DESTINY REMASTERED（カガリ・ユラ・アスハ）

時期未定
- MAGIBLAST（パレシティ・シビエルターク）

### ドラマCD
- サウンドドラマ 神様がうそをつく。（2021年、律津子） - 同人作品
- かげきしょうじょ!! Blu-ray 第2巻スピンオフドラマ「ファントム」（2021年、明子）

### オーディオドラマ
- 白間美瑠のサクラバシ919「ユアマジェスティ ボイスドラマ」（2022年、ティオ、ラジオ大阪）

### ラジオ
※はインターネット配信。
- Aiming presents 加隈亜衣・森なな子のチームキャラバン ラジオベース（2023年 - 2025年、文化放送、超!A&G+※）[104]

### 吹き替え

#### 担当俳優
パク・ウンビン
- 恋慕（2022年、イ・フィ / タミ）
- ウ・ヨンウ弁護士は天才肌（2022年、ウ・ヨンウ）
- ハイパーナイフ 闇の天才外科医（2025年、チョン・セオク）

#### 映画
2015年
- グレース・オブ・モナコ 公妃の切り札（マリア・カラス〈パス・ベガ〉）

2016年
- アサイラム 監禁病棟と顔のない患者たち（イライザ・グレイヴス〈ケイト・ベッキンセイル〉）
- エンド・オブ・ア・ガン 沈黙の銃弾（リサ・デュラント〈ジェイド・ユエン〉）
- サイダーハウス・ルール（キャンディ・ケンドール〈シャーリーズ・セロン〉）※Netflix版
- スポットライト 世紀のスクープ（サーシャ・ファイファー〈レイチェル・マクアダムス〉）
- スリープ・ウィズ・ヴァンパイア（パール〈エミリー・ミード〉）
- 007 慰めの報酬（コリーヌ〈スタナ・カティック〉）※BSジャパン版
- ビバリーヒルズ・コップ2（ジャン・ボゴミル〈アリス・アデア〉）※Netflix版
- 二ツ星の料理人（アンヌマリー〈アリシア・ヴィキャンデル〉）
- ロスト・エリア -真実と幻の出逢う森-（ジーン〈オーブリー・プラザ〉）
- ロボシャーク vs. ネイビーシールズ（ヴェロニカ〈ローラ・デール〉）

2017年
- アトラクション 制圧（ユリア〈イリーナ・スタルシェンバウム〉）
- ドラゴンハート 〜新章: 戦士の誕生〜（メーガン〈ジェサミン＝ブリス・ベル〉）
- ナインイレヴン 運命を分けた日（ティナ〈オルガ・フォンダ〉）
- ネオン・デーモン（サラ〈アビー・リー〉）
- ハドソン川の奇跡（ケイティ・クーリック〈本人〉）※ソフト版
- バーフバリ 伝説誕生（少年時代のバーフバリ）
- ブレア・ウィッチ（アシュリー〈コービン・リード〉）
- ボンジュール、アン（キャロル〈エロディー・ナヴァール〉）
- マザーズ・デイ（クリステン〈ブリット・ロバートソン〉）
- レイルロード・タイガー（シンエル〈チャン・イーシャン〉）

2018年
- ウィンストン・チャーチル/ヒトラーから世界を救った男（エリザベス・レイトン〈リリー・ジェームズ〉）
- ヴァレリアン 千の惑星の救世主（アロイ）
- ウェディング・テーブル
- バーフバリ 王の凱旋（アヴァンティカ〈タマンナー・バティア〉）
- パシフィック・リム: アップライジング（ヴィク〈イヴァンナ・サクノ〉）
- ファンタスティック・ビーストと黒い魔法使いの誕生（リタ・レストレンジ〈ゾーイ・クラヴィッツ〉）

2019年
- 蜘蛛の巣を払う女（リズベット・サランデル〈クレア・フォイ〉）
- ゴジラ キング・オブ・モンスターズ（グリフィン）
- ダーケスト・マインド（ケイト〈マンディ・ムーア〉）
- 追想（フローレンス・ポンティング〈シアーシャ・ローナン〉）
- ブレイン・ゲーム（キャサリン・カウルズ〈アビー・コーニッシュ〉）
- ラトルスネーク（カトリーナ〈カルメン・イジョゴ〉）

2020年
- リトル・モンスターズ（キャロライン〈ルピタ・ニョンゴ〉）
- アンダーウォーター（エミリー・ハヴァシャム〈ジェシカ・ヘンウィック〉）
- アトラクション 侵略（ユリア〈イリーナ・スタルシェンバウム〉）

2021年
- ある日どこかで（アビゲイル）※BSテレ東版
- ザ・スイッチ（シャーリーン・ケスラー〈デイナ・ドゥロリ〉）
- キングスマン:ファースト・エージェント（マタ・ハリ〈ヴァレリー・パフナー〉）
- リトル・ラブ・オブ・マイン（ジェム〈リン・ギルマーティン〉）

2022年
- 悪魔のいけにえ -レザーフェイス・リターンズ-（メロディ〈サラ・ヤーキン〉）
- ソニック・ザ・ムービー/ソニック VS ナックルズ（女性捜査官）
- セント・エルモス・ファイアー（デイル〈アンディ・マクダウェル〉）※ザ・シネマ版
- ロイヤル・トリートメント（イザベラ〈ローラ・マラノ〉）

2023年
- ノック 終末の訪問者（サブリナ〈ニキ・アムカ＝バード〉）
- ホーンテッドマンション（アリッサ〈チャリティー・ジョーダン〉）

2024年
- ドライブアウェイ・ドールズ（マリアン〈ジェラルディン・ヴィスワナサン〉）

#### ドラマ
2015年
- アンブレイカブル・キミー・シュミット（クサンティッペ）
- オレンジ・イズ・ニュー・ブラック（リアン、マリッツァ、モーリーン 他）
- THE FLASH/フラッシュ（ギデオン）
- モーツァルト・イン・ザ・ジャングル（ニーナ・ロバートソン〈グレッチェン・モル〉）

2016年
- アート・オブ・モア 美と欲望の果て（クラリッサ〈シンディ・サンプソン〉）
- Empire 成功の代償（カミラ・マークス〈ナオミ・キャンベル〉）
- 六龍が飛ぶ（ヨニ〈チョン・ユミ〉）
- ウエストワールド（クレメンタイン・ペニーフェザー〈アンジェラ・サラフィアン〉）
- グリーンリーフ（チャリティ〈デボラ・ジョイ・ウィナンス〉）
- 主任警部アラン・バンクス（メラニー・トーマス）
- 死霊のはらわた リターンズ（アマンダ・フィッシャー〈ジル・マリー・ジョーンズ〉）
- ビトウィーン（メリッサ〈ブルック・パルソン〉）

2017年
- 青い海の伝説（チャ・シア〈シン・ヘソン〉）
- ウェット・ホット・アメリカン・サマー: キャンプ1日目（ドナ・バーマン〈レイク・ベル〉）
- 太陽の末裔（ユン・ミョンジュ〈キム・ジウォン〉）
- ホテル ハルシオン（エマ・ガーランド〈ハーマイオニー・コーフィールド〉）

2018年
- KIZU-傷-（アマ・クレリン〈エリザ・スカンレン〉）
- THE PATH/ザ・パス（メアリー・コックス〈エマ・グリーンウェル〉）
- HERE AND NOW ～家族のカタチ～（クリステン〈ソシー・ベーコン〉）

2019年
- 愛の温度（イ・ヒョンス〈ソ・ヒョンジン〉）※テレビ東京版
- スタートレック:ディスカバリー/Star Trek: Short Treks（ミハニイカハリカポー〈ヤディラ・ゲバラ＝プリット〉）
- ノスフェラトゥ（ヴィク〈アシュリー・カミングス〉）
- ブラインドスポット タトゥーの女（クローディア・マーフィー〈ブリトニー・オールドフォード〉）

2020年
- グッド・ドクター 名医の条件 シーズン3 #11、シーズン4
- プロディガル・サン 殺人鬼の系譜（エインズリー・ウィットリー〈ハルストン・セイジ〉）

2021年
- ウィズアウト・リモース（カレン・グリア少佐〈ジョディ・ターナー＝スミス〉）
- DEBRIS / デブリ（フィノラ・ジョーンズ〈リアン・スティール〉）
- ユーフォリア/EUPHORIA（ジュールズ〈ハンター・シェイファー〉）

2022年
- 模範家族（ジュヒョン〈パク・チヨン〉）

2023年
- THE SWARM/ザ・スウォーム（チャーリー・ワグナー〈レオニー・ベネシュ〉）

2024年
- ベルグレービア 新たなる秘密（クララ・トレンチャード〈ハリエット・スレーター〉）
- 涙の女王（ホン・ヘイン〈キム・ジウォン〉）
- スタートレック:ディスカバリー（モル〈イヴ・ハーロウ〉）
- ウィンター・キング:アーサー王物語（ニムエ〈エリー・ジェームズ〉）

#### アニメ
- ルーニー・テューンズ・ショー（2015年、ミシェル）
- コウノトリ大作戦!（2016年、女コウノトリ）
- レゴバットマン ザ・ムービー（2017年、クレイフェイス）
- レゴニンジャゴー ザ・ムービー（2017年）
- LEGO スター・ウォーズ/フリーメーカーの冒険（2018年）
- スター・ウォーズ レジスタンス（2019年、シナラ・サン）
- ミラキュラス レディバグ&シャノワール（2019年 - 、カガミ / リュウコ）
- スピリット: 自由に駆け抜けて -ポニー物語-（2019年、マリセラ[128]）
- アダムス・ファミリー（2020年、ベサニー[129]）
- 天官賜福（2021年、黒衣の女）
- ホワット・イフ...?（2021年、クリスティーン・パーマー[130]）
- おさるのジョージ6/いざ出航!キャプテン・ジョージ（2022年、エマ）
- ハズビン・ホテル(2024年、カミラ・カーマイン)
- 機動戦士ガンダム 復讐のレクイエム（2024年、イリア・ソラリ[131]）

### デジタルコミック
- 未来のムスコ～恋人いない歴10年の私に息子が降ってきた!（2022年、未来[132]）
- 愛さないといわれましても～元魔王の伯爵令嬢は生真面目軍人に餌付けをされて幸せになる～（2024年、ナディア[133]）

## ディスコグラフィ

### キャラクターソング
| 発売日   | 商品名 | 歌 | 楽曲                                                                        | 備考                                                                                  |
| 2017年   | 2017年 | 2017年 | 2017年                                                                      | 2017年                                                                                |
| -------- | --- | --- | --------------------------------------------------------------------------- | ------------------------------------------------------------------------------------- |
| 4月26日  | 「キラキラ☆プリキュアアラモード」キャラクターソングシングル sweet etude 5 キュアショコラ（CV:森なな子）「ショコラ・エトワール」 | キュアショコラ（森なな子） | 「ショコラ・エトワール」                                                    | テレビアニメ『キラキラ☆プリキュアアラモード』挿入歌                                   |
| 4月26日  | 「キラキラ☆プリキュアアラモード」キャラクターソングシングル sweet etude 5 キュアショコラ（CV:森なな子）「ショコラ・エトワール」 | キュアショコラ（森なな子） | 「レッツ・ラ・クッキン☆ショータイム〜キュアショコラ・バージョン〜」         | テレビアニメ『キラキラ☆プリキュアアラモード』関連曲                                   |
| 7月26日  | キラキラ☆プリキュアアラモード ボーカルアルバム キュアラモード☆アラカルト                                                        | 琴爪ゆかり（藤田咲）、剣城あきら（森なな子） | 「愛とときめきのマカロナージュ」                                            | テレビアニメ『キラキラ☆プリキュアアラモード』関連曲                                   |
| 7月26日  | キラキラ☆プリキュアアラモード ボーカルアルバム キュアラモード☆アラカルト                                                        | キュアホイップ（美山加恋）、キュアカスタード（福原遥）、キュアジェラート（村中知）、キュアマカロン（藤田咲）、キュアショコラ（森なな子）、キュアパルフェ（水瀬いのり） | 「レッツ・ラ・クッキン☆ショータイム 〜キラキラ☆パティスリー・バージョン〜」 | テレビアニメ『キラキラ☆プリキュアアラモード』関連曲                                   |
| 10月25日 | トレビアンサンブル!!/メモワール・ミルフィーユ                                                                                   | キュアホイップ（美山加恋）、キュアカスタード（福原遥）、キュアジェラート（村中知）、キュアマカロン（藤田咲）、キュアショコラ（森なな子）、キュアパルフェ（水瀬いのり） | 「メモワール・ミルフィーユ」                                                | 劇場アニメ『映画 キラキラ☆プリキュアアラモード パリッと!想い出のミルフィーユ!』挿入歌 |
| 11月29日 | キラキラ☆プリキュアアラモード ボーカルアルバム2 苺坂物語                                                                        | 剣城あきら（森なな子） | 「エクレール・オ・ショコラ」                                                | テレビアニメ『キラキラ☆プリキュアアラモード』関連曲                                   |
| 2019年   | | |                                                                             |                                                                                       |
| 8月12日  | アイショタ | étailes | 「ぼくらの愛SHOW TIME」 「ちゃんと咲うから見ていて」                        | ドラマCD『アイショタ』劇中歌                                                          |
| 2024年   | | |                                                                             |                                                                                       |
| 6月24日  | ゲームアプリ『ワールドダイスター 夢のステラリウム』VocalAlbum Vol.4「シリウスの輝きのように」                                   | 柊望有（森なな子）、流石知冴（佐々木李子） | 「幾億の星の空で」                                                          | ゲーム『ワールドダイスター 夢のステラリウム』関連曲                                   |
| 10月24日 | カルドアンシェル パッケージ限定版付属サウンドトトラックCD                                                                       | エルフレン（森なな子） | 「キミのAnswer」                                                            | ゲーム『カルドアンシェル』関連曲                                                      |